# 榕湖

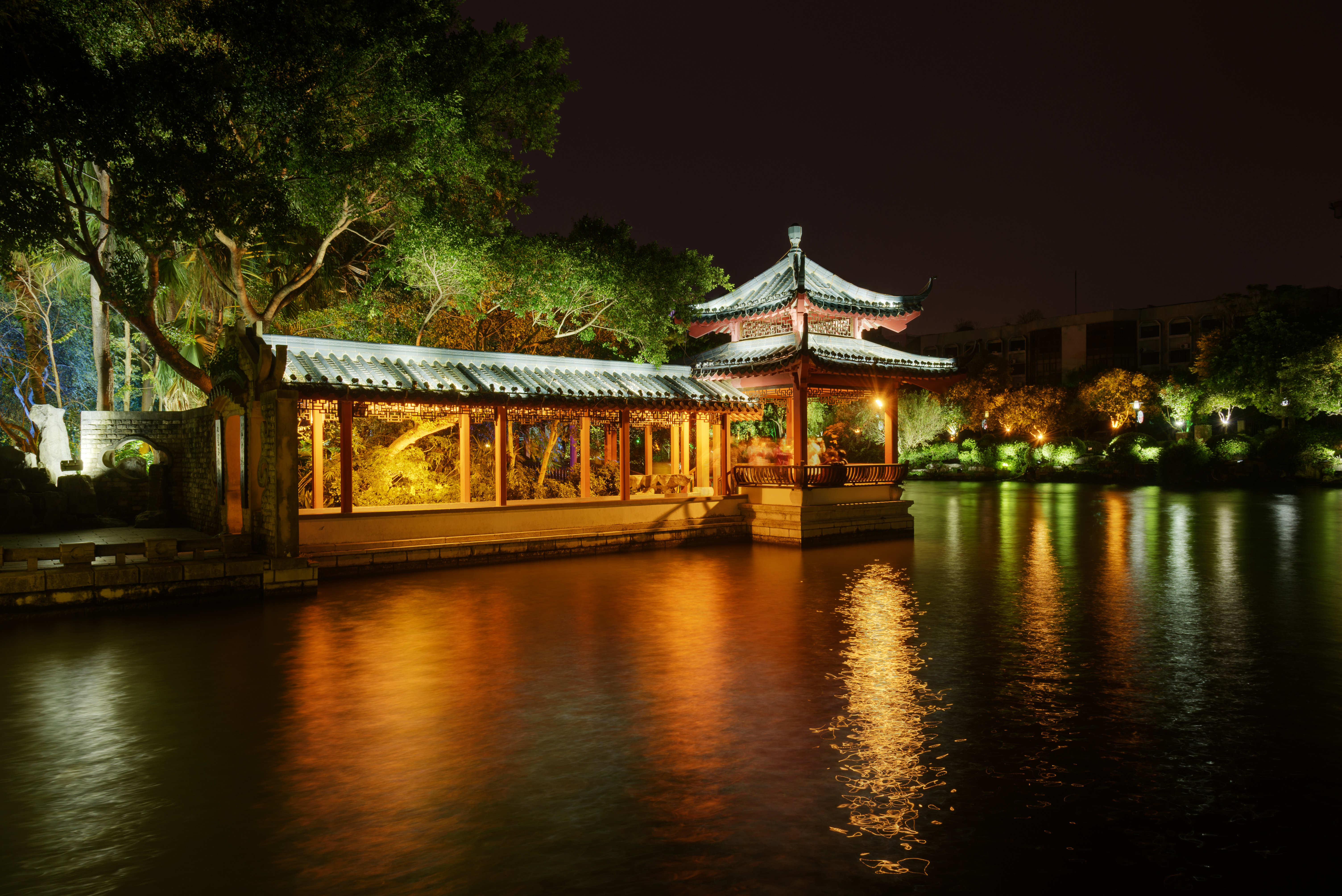
榕湖夜景

榕湖位于广西桂林市区中心，秀峰区、象山区接合处，阳桥的西侧，向西通桃花江，东接杉湖，因湖岩生长古榕树得名。榕湖常与杉湖一起合称榕杉湖。

## 印象
榕湖东西向长860米，平均宽度110米，水面面积约9.46公顷。榕湖与杉湖相接的前段，波涛徐徐，与周围的绿色相映成趣，晚上灯光漫射在波涛上，随着波涛徐徐地游走，别有一番趣味。

### 音乐喷泉
榕湖音乐喷泉位于榕湖的中央，与周围的经管交相辉映。喷泉由主喷和四组水型构成：
主喷居中，沸腾时水柱凌空百米，堪称广西之最、桂林水景的标志与象征。四组水型有微机芯片控制随着音乐从水面跃出设定的高度。

### 周围景致
榕湖的湖心岛上有湖心亭；榕湖北岸有古南门和榕荫亭，古南门前即是大榕树和黄庭坚系舟处；榕湖北路西段有湖西庄；榕湖西南岸边有芙蓉亭；接合处有阳桥；榕湖东侧的小岛上有朝霞亭。
榕荫亭、“黄庭坚系舟处”记录了黄庭坚这位著名诗人800多年前南谪的行踪。

## 历史
- 榕湖曾与杉湖合称阳塘，是当时桂林的城南护城河。
- 1950年以来，多次清理了塘下淤泥。